# Z 4 Richard Beitzen
Le Z 4 Richard Beitzen est un destroyer allemand de la Kriegsmarine, ayant participé à la Seconde Guerre mondiale. 

De Classe Type 1934, il porte le nom d'un officier de la marine allemande de la Première Guerre mondiale, commandant de la 14e flotte de torpilleurs, tué au combat en 1918. 